# Somatochlora filosa
Somatochlora filosa ist eine Libellenart aus der Familie der Falkenlibellen (Corduliidae), die zu den Großlibellen (Anisoptera) gehören. 

## Merkmale

### Imago
Die Imago von Somatochlora filosa misst zwischen 55 und 66 Millimeter, wovon 42 bis 52 Millimeter auf den Hinterleib (Abdomen) entfallen, womit sie innerhalb der Gattung eine der größten Arten ist. Die in der Gattung typische Musterung setzt sich auf dem langen und schlanken Abdomen wie folgt zusammen: Auf dem ersten und zweiten Segment befinden sich drei Streifen. Diese reichen auf dem zweiten Segment der Männchen bis auf den Genitallappen. Die Intersegmentalhäute sind am Ende der kürzeren Segmente hell, ansonsten schwarz. Die Hinterleibsanhänge und die Cerci sind schwarz.
Der Teil des Brustkorbes (Thorax), an dem die Flügel ansetzen, der sogenannte Pterothorax wird von zwei seitlichen Streifen dominiert. Während der erste Streifen lang und schmal ist, ist der zweite breit und kurz. Die ungewöhnlich breiten Hinterflügel messen 36 bis 45 Millimeter. Die Flügel sind durchsichtig, ausgenommen ein kleiner brauner Bereich in der Nähe des Flügelmals (Pterostigma).
Im Gesicht herrscht die Farbe Gelb vor. Schwarz eingerandet wird dies von der Unterkante des Labrums bis hoch zur Frons, die oben metallisch blaugrün ist. Schlussendlich ist das Occiput braun.

### Larve
Die Larve der Art ist grünlich und seitlich etwas bräunlich. Sie erreicht im letzten Larvalstadium zwischen 19 und 22 Millimeter Länge, wovon circa 13 bis 14 Millimeter auf das Abdomen entfallen. Das breiteste Segment ist das sechste, welches 7,5 bis 8,8 Millimeter erreicht. Am hinteren Rand und entlang des seitlichen Kiels, sind die einzelnen Tergite mit einem Härchensaum besetzt. Auf ihrer Oberseite finden sich vereinzelte Haare. Zu den Härchen gesellen sich auf dem vierten bzw. fünften bis neunten Segment dorsale Dornen und auf dem achten und neunten Segment noch seitliche Stacheln. Die Cerci sind ungefähr so lang, wie das neunte und zehnte Segment zusammen. 
Der seitliche bräunliche Teil zeigt sich am Thorax durch zwei Punkte. Einem auf dem Vorderrand des Mesothorax und einem hinter dem Spirakel des Mesothoraxes. Die Flügelscheiden erreichen zwischen 5,4 und 6,7 Millimeter und sind am Ansatz etwas dunkler. Die Beine sind hellbraun und im Bereich des Femurs und des Tibia mit Borsten besetzt. 
Während die Vorderseite des 6,2 bis 6,7 Millimeter langen und 2,1 bis 2,3 Millimeter breiten Kopfes braun ist, ist der Vertex, sowie die Oberseite grünlich. 
Die Fühler bestehen aus sieben Segmenten, von denen die ersten beiden deutlich stämmiger sind.

## Entwicklung
Die Eier entwickeln sich bei Raumtemperatur innerhalb von drei bis vier Wochen und verändern dabei ihre Farbe von Weiß am ersten Tag nach Rot-Braun ab dem zweiten Tag. Nach dem Schlupf der Pronymphe folgen vermutlich 13 Larvalstadien. In Laborexperimenten dauerte diese Entwicklung bei den Weibchen bis zu 669 Tagen. Die Männchen entwickelten sich mit bis zu 280 Tagen deutlich schneller.

## Verbreitung und Flugzeit
Die Art ist im Süden der Vereinigten Staaten verbreitet. Sie fliegt zwischen Juni und Dezember.